# ツィゴイネルワイゼン (映画)
『ツィゴイネルワイゼン』は、1980年の日本映画。鈴木清順監督。

## 概要
内田百閒の短編小説『サラサーテの盤』を原案に、4人の男女が、サラサーテ自ら演奏する「ツィゴイネルワイゼン」のSPレコードを取り巻く、現実と幻想の境が曖昧となる妖艶な世界へと迷い込んでいく。
第54回キネマ旬報ベストテン第1位、第31回ベルリン映画祭特別表彰、第23回ブルーリボン賞最優秀監督賞、第4回日本アカデミー賞最優秀作品賞、最優秀監督賞、最優秀助演女優賞等受賞。上映時間2時間24分（1980年シネマ・プラセット作品）。
『陽炎座』（1981年）、『夢二』（1991年）と並んで「（大正）浪漫三部作」と呼ばれる。2012年1月14日には浪漫三部作をニュープリントによるリバイバル上映された。
ロケは鎌倉で行われた。釈迦堂切通し、光明寺、旧有島生馬邸（現存せず）などが画面の印象を強めている。
2023年11月11日、鈴木清順の生誕100周年を記念して先述の浪漫三部作が4Kリマスター化され、『SEIJUN RETURNS in 4K』として全国の劇場で特集上映された。

## あらすじ
ジプシーの如く各地をさすらう中砂は、旅の途中で親友であり士官学校独逸語教授の靑地と共に、弟を自殺で亡くしたばかりの芸者小稲と出会い、盲目の旅芸人3人の関係を噂する。その後、中砂は名家の娘である園と結婚するが、靑地は彼女が小稲と瓜二つであることに驚く。座敷で鍋を振る舞われる靑地は、園の自分が誰に似ているのかという問いに言葉を濁すが、中砂はあっさりと小稲という芸者だと答え、園は青ざめてひたすら手元の蒟蒻をちぎり続ける。食後に靑地は中砂の持つサラサーテの「ツィゴイネルワイゼン」のレコードを聴かされ、その中のサラサーテ自身のものとされる声の聴き取りを頼まれるが、何を言っているのかは靑地にも聴き取れない。
中砂はその後も気ままに旅を続け、旅先で小稲との関係を続ける。その後、中砂夫妻の間には娘の豊子が生まれるが、園は中砂が持ち込んだ悪性のスペイン風邪に倒れ、まだ赤子の娘を残して亡くなる。ある日靑地が中砂を訪ねると、豊子の乳母として現れたのは中砂と結婚した小稲であった。やがて、靑地は妻・周子の妹で末期の病で入院中の妙子から、周子が中砂と見舞いに訪れた際、中砂の目に入ったゴミを周子が舌で舐め取っていたと聞き、二人の関係を疑う。周子が中砂に強引に迫られ愛撫されるシーンが描かれ、その後花や果物の香りでアレルギーを起こすはずの周子が、体質が変わったといって腐りかけた水蜜桃を味わうようになる。しかし桜吹雪の季節に、中砂は旅先で麻酔薬を吸ったことが原因の事故で死んでしまう。
その5年後、小稲は幼児に成長した豊子を連れて靑地家をたびたび訪れ、中砂が靑地に貸したままの蔵書を返すよう求める。ついには「ツィゴイネルワイゼン」のレコードを求められるのだが見つからない。実はそのレコードは周子が隠して持っていたことが分かるが、周子は中砂との関係は否定する。靑地はレコードを持ち中砂家を訪ねる。小稲は生前の中砂の不実に悩んでいたことを語り、彼の残したものを全て手元に置きたいという。そして彼の血を引く豊子を心からかわいがっているといい、今まで取り戻した蔵書は中砂の霊が娘と会話して靑地の元にあると語ったのだというが、豊子の姿が見えないことに気付き取り乱す。靑地は中砂家を出てゆくが、帰り道で豊子に会う。豊子は靑地に中砂が生前約束していたように骨をくれといい、生きている者は本当は死んでいて、死んでいる者が生きているのだという。靑地は逃げるが、その先の海辺では豊子が白菊を飾った小舟とともに待っている。

## キャスト
- 中砂糺（なかさご ただし）：原田芳雄
- 中砂園（なかさご その）、小稲（こいね）：大谷直子（二役）
- 靑地周子（あおち しゅうこ）：大楠道代
- 靑地豊二郎（あおち とよじろう）：藤田敏八
- 妙子（たえこ）：真喜志きさ子
- 先達：麿赤児
- 巡査：山谷初男
- 甘木医師：玉川伊佐男
- キミ：樹木希林
- 宿の女中：佐々木すみ江

## スタッフ
- 製作：荒戸源次郎
- 監督：鈴木清順
- 原作：内田百閒（「サラサーテの盤」クレジットはされていない。）
- 脚本：田中陽造
- 撮影：永塚一栄
  - 助手：志賀葉一、藤澤順一、藤石修
- 美術：木村威夫、多田佳人
- 録音：岩田広一
- 整音：村田好次
- 効果：伊藤克己
- 助監督：山田純生、花田良知、酒井直人、渡邊孝好
- 音楽：河内紀
  - 打楽器：石川晶
- スチール：荒木経惟
- MAスタジオ：映広音響
- 現像：東洋現像所
- 企画：伊東謙二

## 興行
荒戸源次郎プロデューサーの「昔、芝居小屋に使っていたドームを映画館にしたらどうだろう」というアイデアで、劇場公開を行わず、巨大なテントを会場として興行を行った。メーカーと小売店が直結した形で、配給業者もいなければ興行者もいない、問屋もいなければ中継ぎもいないというスパーンと直結した形で効率がよかった。